# Вечерова, Юлия Михайловна
Юлия Михайловна Вечерова (4 мая 1932, Ивановская область — 31 августа 2017, Иваново) — ткачиха фабрики «Солидарность» Савинского района Ивановской области.

## Биография
Родилась 4 мая 1932 года в деревне Бережки Савинского района Ивановской области в семье рабочих-текстильщиков. Русская. Окончила 7 классов и школу фабрично-заводского ученичества при фабрике «Солидарность» в посёлке Савино. Член КПСС с 1961 года.
Трудовую деятельность начала в 1946 году ткачихой савинской фабрики «Солидарность». Со временем пришли опыт и мастерство, нормы выполняла на 115—120 процентов. Перешла на отстающий участок и на второй месяц перевыполнила норму на 22 процента.
В конце 1950-х годов на предприятиях Ивановской области началась комплексная модернизация оборудования: на старых станках и машинах устанавливались новые узлы и приборы, без крупных капитальных затрат увеличивалась мощность. Комплексная модернизация потребовала и перестройки всего режима эксплуатации оборудования.
Ю.М. Вечерова выступила инициатором социалистического соревнования в текстильной промышленности за досрочное достижение уровня производительности оборудования, запланированного на конец семилетки (1959—1965 годов). Летом 1959 года Вечерова, работая на модернизированных механических станках, достигла, а в 1960 году превзошла этот уровень. Только на предприятиях Ивановского совнархоза к маю 1961 года примеру савинской ткачихи последовали 78 тысяч рабочих массовых профессий, из которых 30 тысяч человек достигли производительности оборудования, запланированного на 1965 года.
Указом Президиума Верховного Совета СССР от 7 марта 1960 года в ознаменование 50-летия Международного женского дня, за выдающиеся достижения в труде и особо плодотворную общественную деятельность Вечеровой Юлии Михайловне присвоено звание Героя Социалистического Труда с вручением ордена Ленина и золотой медали «Серп и Молот».
В 1960 году была избрана депутатом Верховного Совета СССР, делегат XXII съезда КПСС. В 1965 году окончила заочно Ивановский текстильный техникум. С 1968 года работала на Ивановском ордена Ленина камвольном комбинате имени В. И. Ленина инженером по технике безопасности, заместителем директора по воспитательной работе.
Награждена орденом Ленина, медалями.